# Bundestagswahlkreis Cham
Der Bundestagswahlkreis Cham war von 1949 bis 1965 ein Wahlkreis in Bayern. Er umfasste die Landkreise  Cham, Nabburg, Neunburg vorm Wald, Oberviechtach, Vohenstrauß und Waldmünchen.
Zur Bundestagswahl 1965 verlor die Oberpfalz einen Wahlkreis. Das Gebiet des aufgelösten Wahlkreises Cham kam zum Wahlkreis Burglengenfeld. Der Wahlkreis wurde stets von Kandidaten der CSU gewonnen, zuletzt von Alois Niederalt.

## Wahlkreissieger
| Jahr | Name            | Partei | Erststimmen |
| ---- | --------------- | ------ | ----------- |
| 1961 | Alois Niederalt | CSU    | 74,2 %      |
| 1957 | Alois Niederalt | CSU    | 73,4 %      |
| 1953 | Alois Niederalt | CSU    | 61,1 %      |
| 1949 | Christof Nickl  | CSU    | 36,3 %      |

## Wahlkreisgeschichte
| Wahl      | Wahlkreisname | Gebiet |
| --------- | ------------- | --- |
| 1949      | 21 Cham       | Landkreis Cham, Landkreis Nabburg, Landkreis Neunburg vorm Wald, Landkreis Oberviechtach, Landkreis Vohenstrauß, Landkreis Waldmünchen |
| 1953–1961 | 216 Cham      | Landkreis Cham, Landkreis Nabburg, Landkreis Neunburg vorm Wald, Landkreis Oberviechtach, Landkreis Vohenstrauß, Landkreis Waldmünchen |